# 克罗尔
克罗尔，是西班牙加泰罗尼亚塔拉戈纳省的一个市镇。总面积72平方公里，总人口290人（2001年），人口密度4人/平方公里。